# Лавалет (Верхняя Гаронна)
Лавале́т (фр. Lavalette, окс. La Valeta) — коммуна во Франции, находится в регионе Юг — Пиренеи. Департамент — Верхняя Гаронна. Входит в состав кантона Верфей. Округ коммуны — Тулуза.
Код INSEE коммуны — 31285.

## География

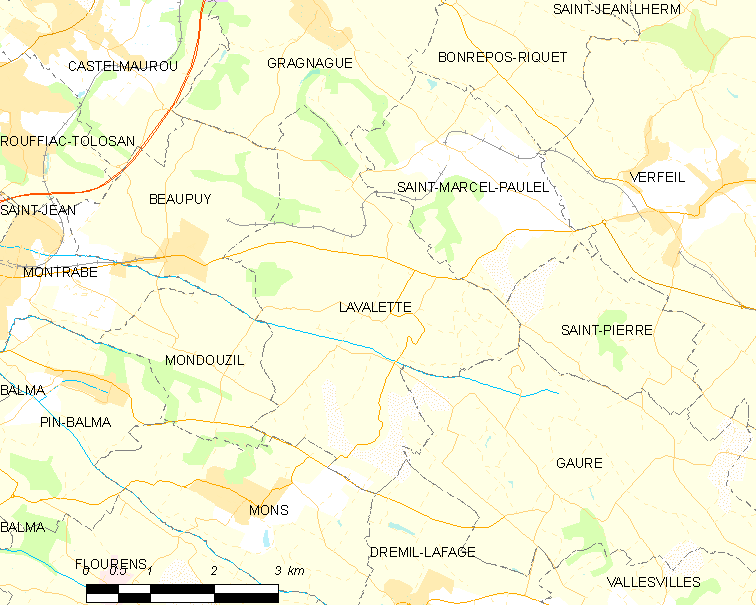
Карта коммуны

Коммуна расположена приблизительно в 590 км к югу от Парижа, в 13 км к востоку от Тулузы.
По территории коммуны протекает река Сос.

## Климат
Климат умеренно-океанический. Зима мягкая и снежная, весна характеризуется сильными дождями и грозами, лето сухое и жаркое, осень солнечная. Преобладают сильные юго-восточные и северо-западные ветры.

## Население
Население коммуны на 2010 год составляло 622 человека.
| 1962 | 1968 | 1975 | 1982 | 1990 | 1999 | 2010 |
| ---- | ---- | ---- | ---- | ---- | ---- | ---- |
| 368  | 355  | 406  | 503  | 531  | 602  | 622  |

## Администрация
| Период | Период | Фамилия          | Партия | Примечания |
| ------ | ------ | ---------------- | ------ | ---------- |
| 2001   | 2008   | Мари-Анж де Лами |        |            |
| 2008   | 2020   | Андре Фонт       |        |            |

## Экономика
В 2010 году среди 415 человек трудоспособного возраста (15—64 лет) 295 были экономически активными, 120 — неактивными (показатель активности — 71,1 %, в 1999 году было 70,2 %). Из 295 активных жителей работали 283 человека (153 мужчины и 130 женщин), безработных было 12 (9 мужчин и 3 женщины). Среди 120 неактивных 36 человек были учениками или студентами, 51 — пенсионерами, 33 были неактивными по другим причинам.

## Достопримечательности
- Церковь Св. Лаврентия

## Фотогалерея

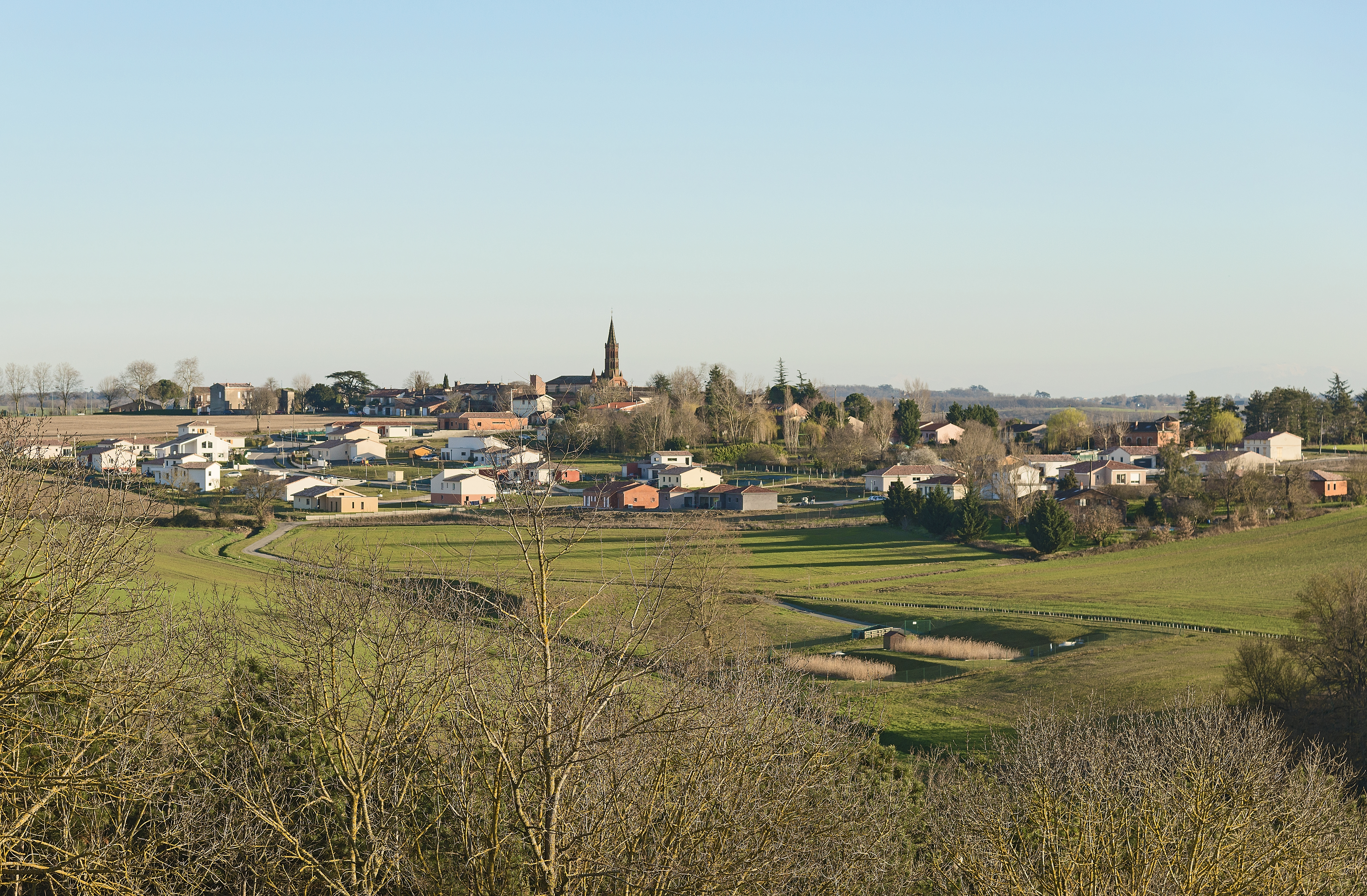
Лавалет
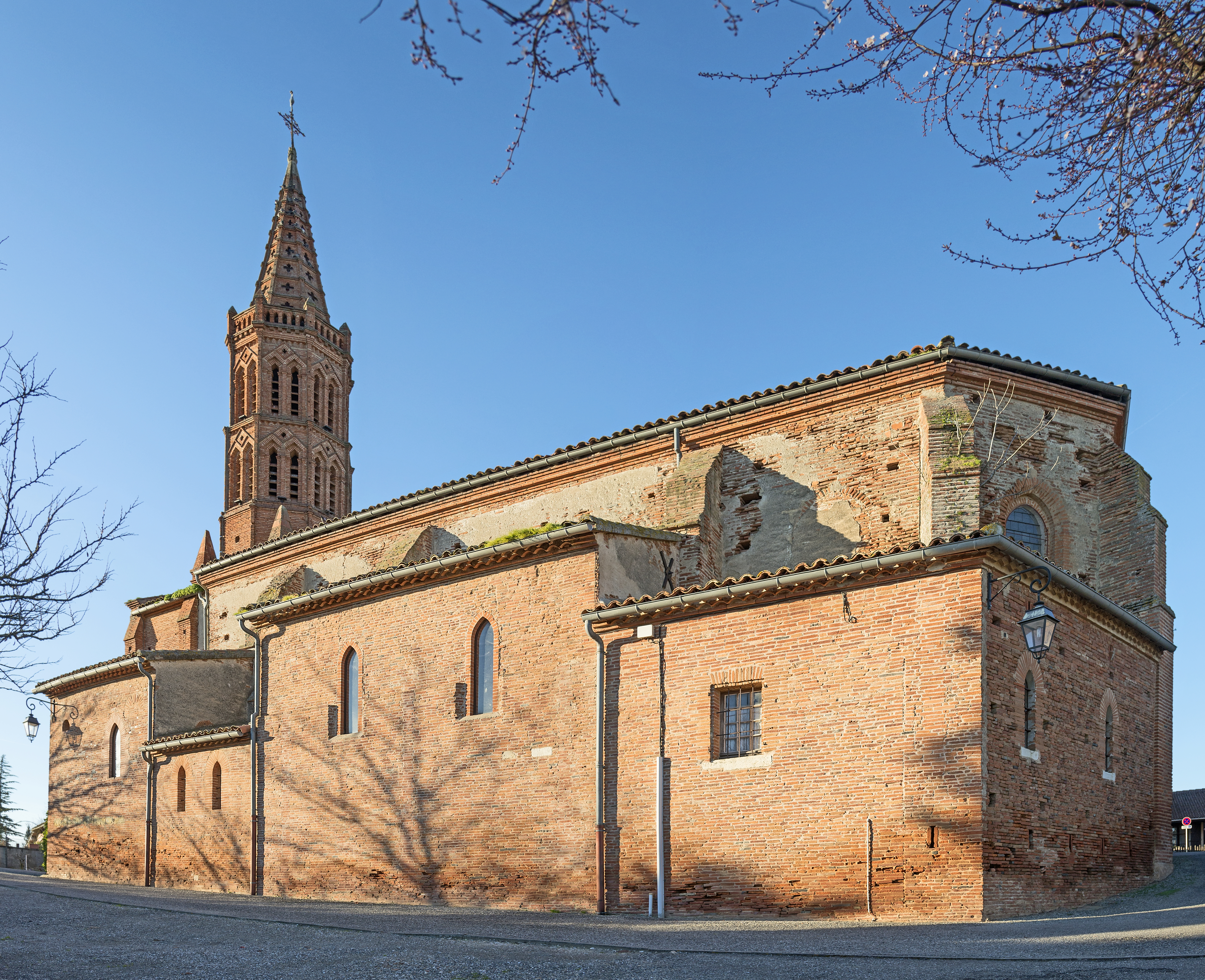
Церковь Св. Лаврентия
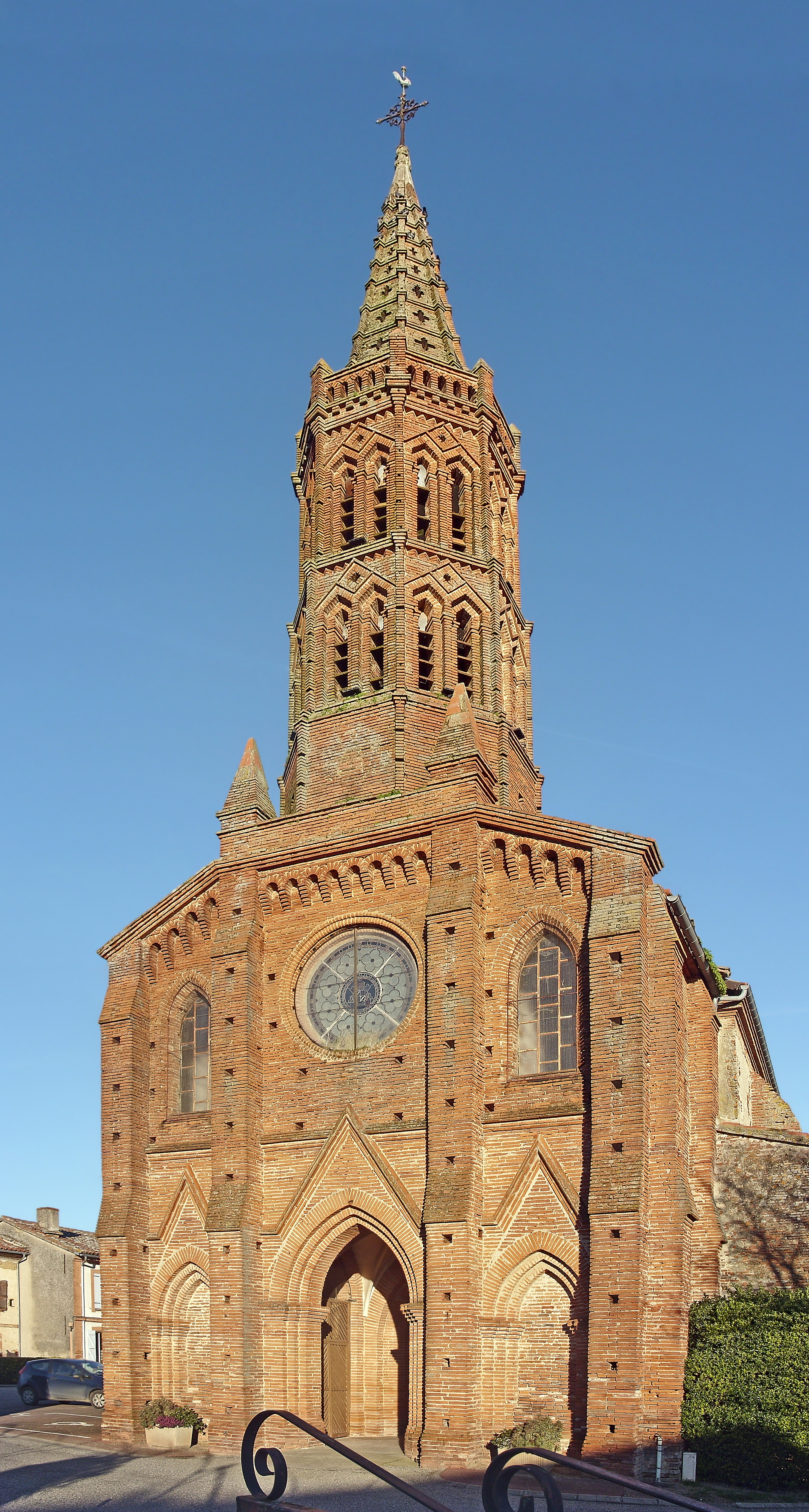
Церковь Св. Лаврентия
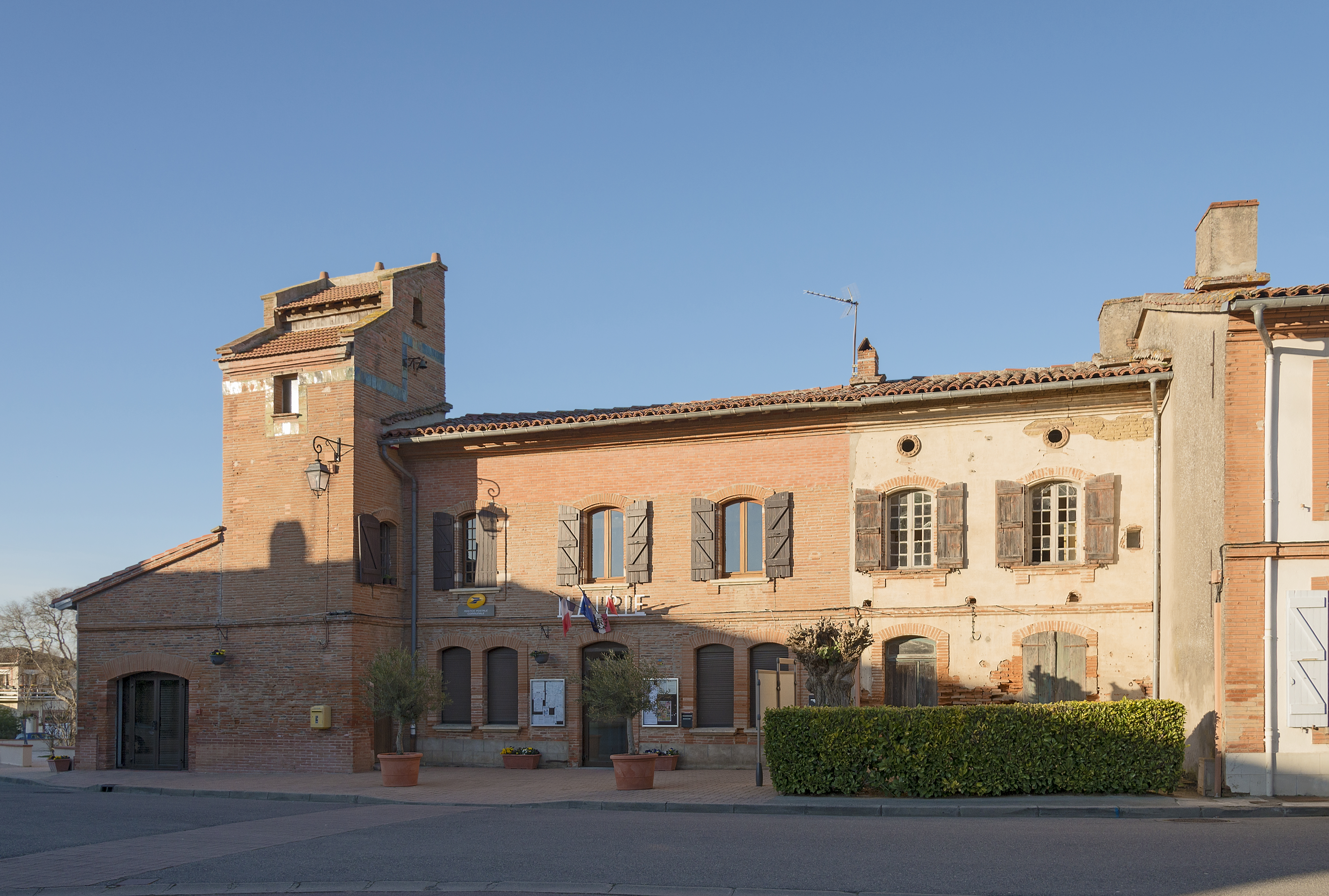
Мэрия
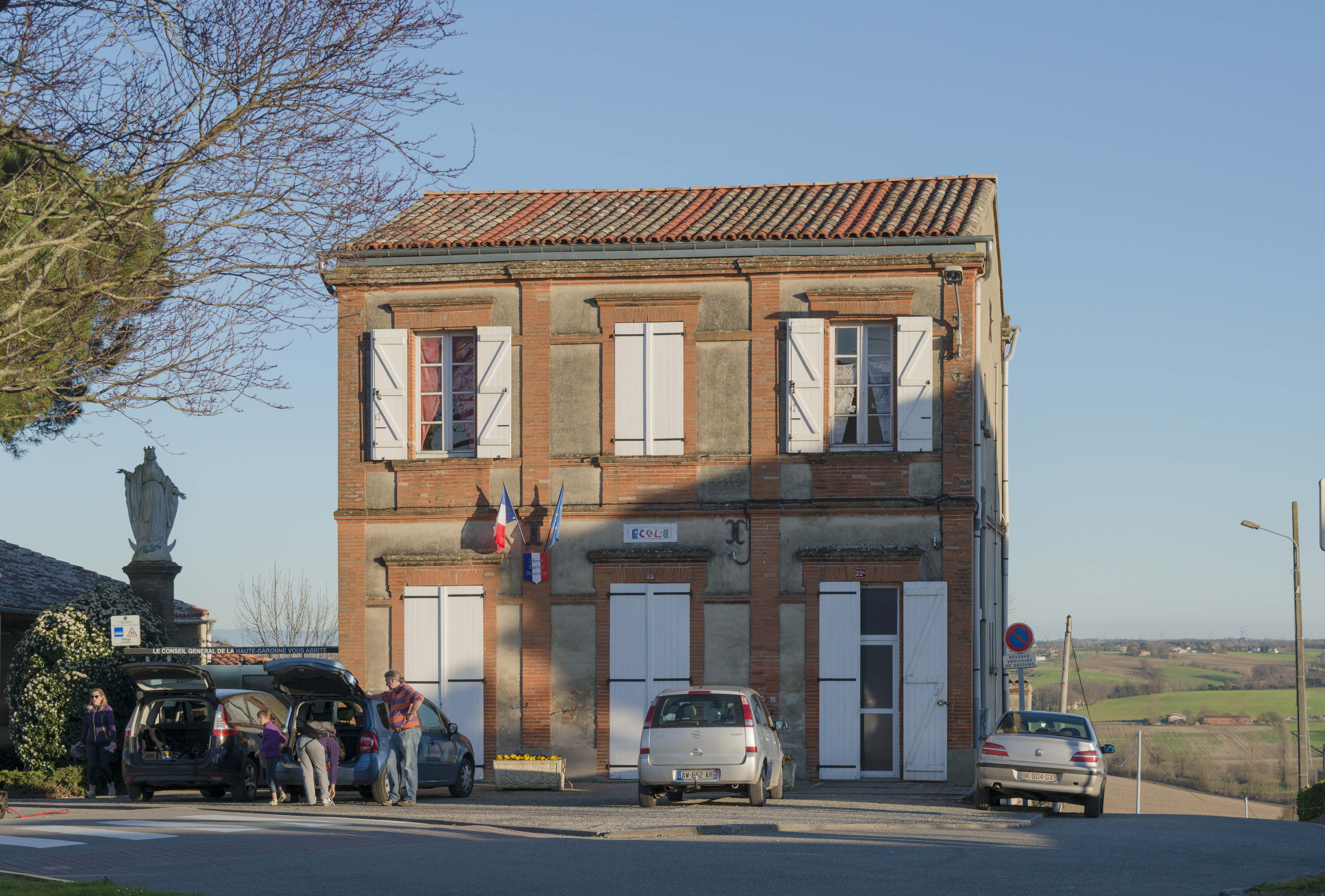
Школа